# Teretistris
A Teretistris a madarak osztályának verébalakúak (Passeriformes) rendjébe és az újvilági poszátafélék (Parulidae) családjába tartozó nem.
Egyes rendszerekben az idetartozó kettő fajt külön családba sorolják Teretistridae néven.

## Rendszerezés
Legközelebbi rokona a Spindalis nembe tartozó Spindalis zena.
A nembe az alábbi 2 faj tartozik:
- Teretistris fernandinae
- Teretistris fornsi